# Wöhrder Wiese

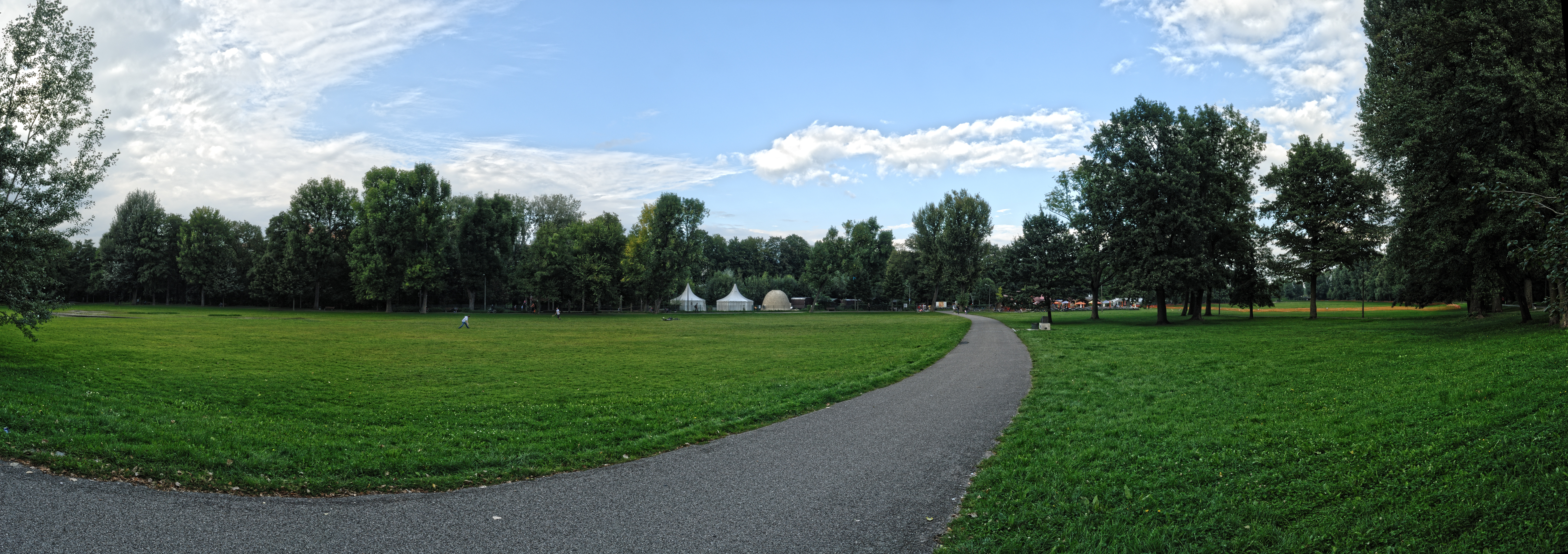
Blick über die Wöhrder Wiese

Blick auf den Osten Nürnbergs mit der Wöhrder Wiese rechts, Wöhrd links und dem Wöhrder See im Hintergrund

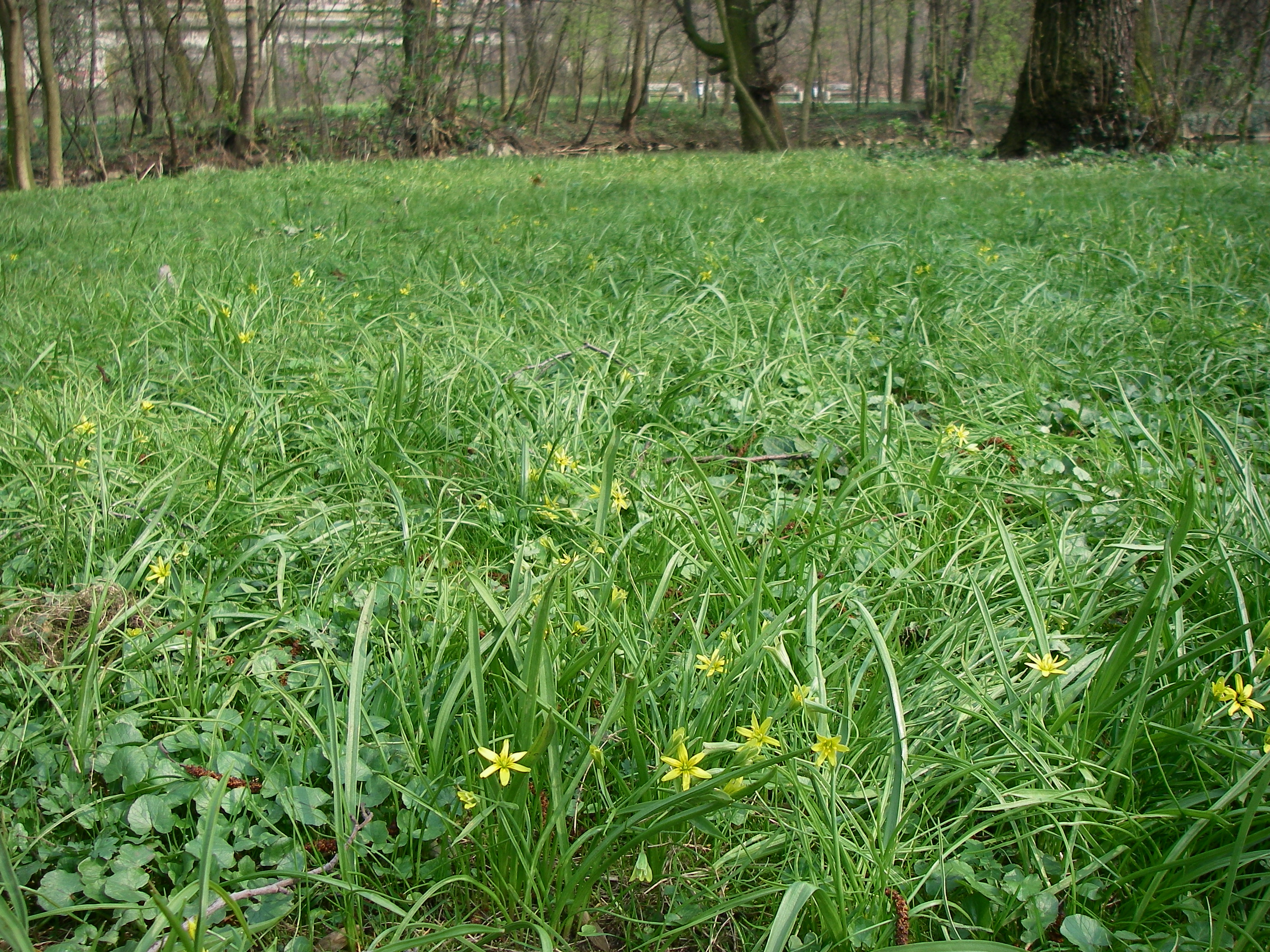
Zahlreiche Wald-Gelbsterne blühen am Frühlingsanfang am Rande der Wöhrder Wiese

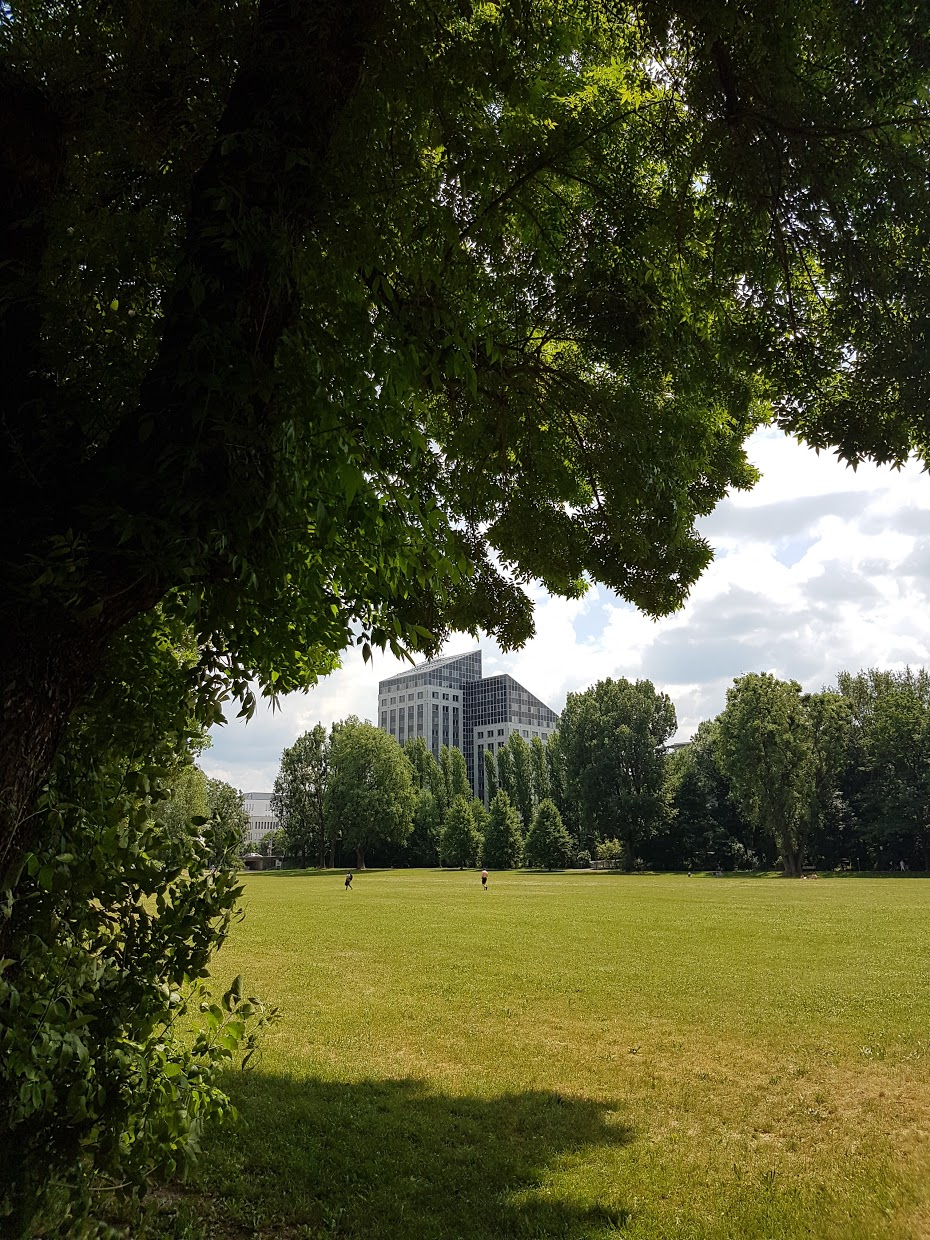
Wöhrder Wiese (2017)

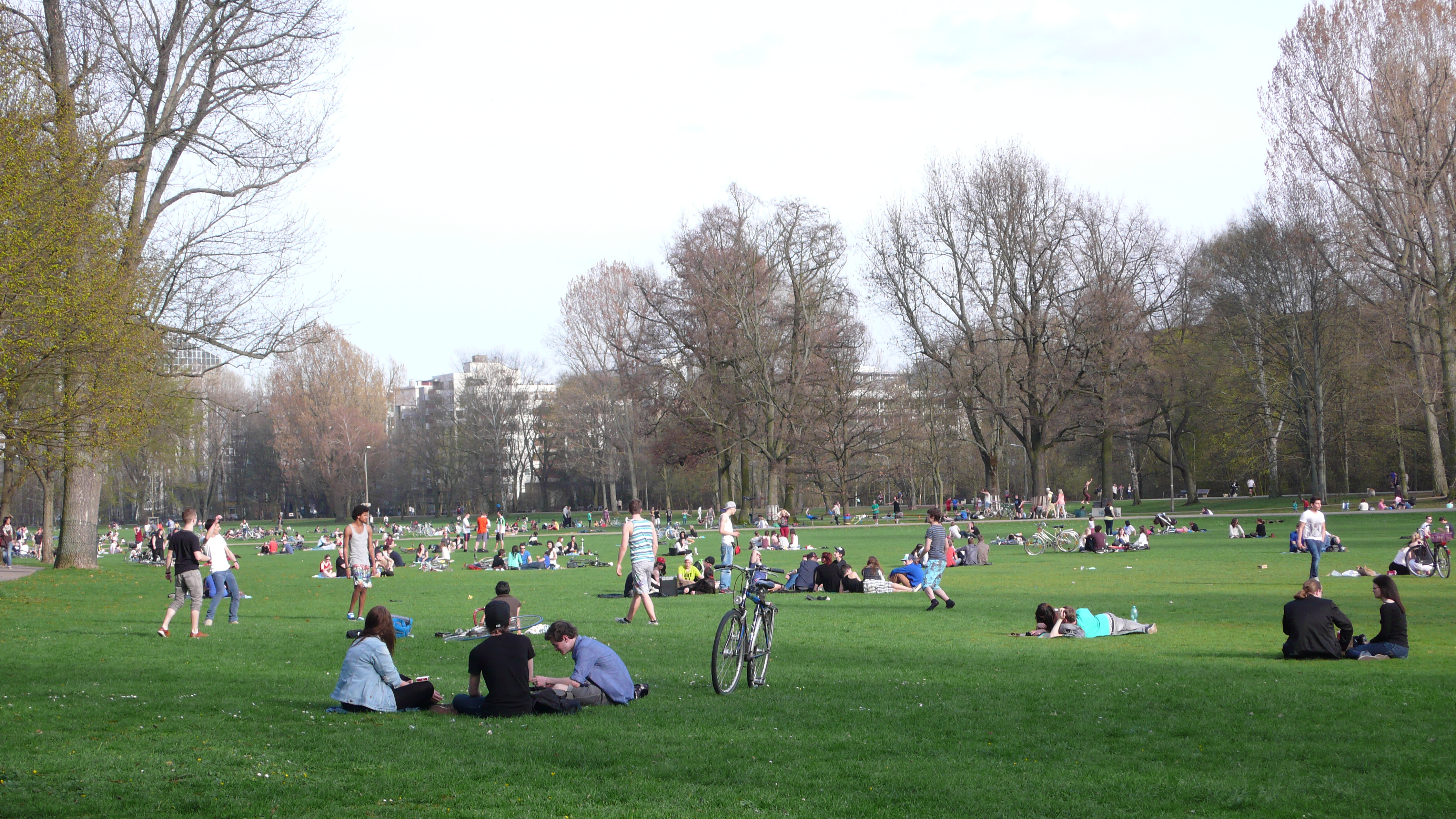
Wöhrder Wiese (Frühjahr 2013)

Die Wöhrder Wiese ist eine innerstädtische Grünfläche entlang der Pegnitz und des Wöhrder Sees im Zentrum von Nürnberg, südlich des Stadtteils Wöhrd. Sie ist Teil der Sandachse Franken. Unterhalb des Wehrs des Unteren Wöhrder Sees wird die Wöhrder Wiese von der Pegnitz und ihrem Südarm begrenzt.

## Nutzung
Die Fläche wird von Erholungssuchenden und Freizeitsportlern und für Freizeit- und Kulturveranstaltungen intensiv genutzt; auf ihr befindet sich von Mai bis September das Erfahrungsfeld der Sinne sowie im Sommer Biergärten. Radfahrer und Fußgänger queren die Wöhrder Wiese auf dem Weg vom Nürnberger Osten in die Innenstadt. Jährlich im März findet der Sechs-Stunden-Lauf auf einem Rundkurs statt.

## Umgebung
Auf beiden Seiten der Wöhrder Wiese befinden sich Gebäudekomplexe verschiedener Fakultäten der Technischen Hochschule Nürnberg. Daher wird die Grünfläche von Studenten gerne zum Verweilen und Entspannen genutzt. Am Nordrand der Wöhrder Wiese erstreckt sich auf der anderen Seite der Pegnitz das nach Luitpold von Bayern benannte Prinzregentenufer mit dem Bismarckdenkmal, das von einer doppelreihigen Platanenallee gesäumt ist. Sie wurde im ersten Jahrzehnt des 20. Jahrhunderts angelegt und ist jetzt ein Naturdenkmal. Am westlichen Rand befindet sich der U-Bahnhof Wöhrder Wiese. Wöhrder Wiese ist auch der Name des Distrikts 021 im Bezirk 21 Marienvorstadt, dessen Gebiet aber nicht identisch mit dem Grünzug ist.
Zu Frühlingsbeginn blühen auf der Wöhrder Wiese, insbesondere an ihren Rändern, zahlreiche Wald-Gelbsterne. Inmitten der Wiese erinnert ein Denkmal in Form metallischer Papierstapel und einer Inschrift am ehemaligen Standort der Hadermühle an die Errichtung der ersten deutschen Papiermühle im Jahre 1390 und ihren Initiator, den Nürnberger Ratsherrn und Fabrikanten Ulman Stromer.